# هربرت أسبيري
هربرت أسبيري (بالإنجليزية: Herbert Asbury)‏ هو صحفي وكاتب أمريكي، ولد في 1 سبتمبر 1889 في فارمنغتون في الولايات المتحدة، وتوفي في 24 فبراير 1963 في نيويورك في الولايات المتحدة بسبب مرض.

## وصلات خارجية
- هربرت أسبيري على موقع IMDb (الإنجليزية)
- هربرت أسبيري على موقع أول موفي (الإنجليزية)
- هربرت أسبيري على موقع قاعدة بيانات برودواي على الإنترنت (الإنجليزية)
- هربرت أسبيري على موقع قاعدة بيانات الفيلم (الإنجليزية)
- هربرت أسبيري على موقع كينوبويسك (الروسية)